# Ozomatli
Ozomatli is een in 1995 in Los Angeles opgerichte groep muzikanten die latin, hiphop rock en wereldmuziek maakt. De groep heeft een bezetting die meermaals wisselde tussen zes en tien muzikanten.
Ozomatli brengt met name teksten in het kader van politiek activisme wat betreft mensenrechten en pacifisme. De leden zijn van verschillende etnische achtergronden. De naam Ozomatli komt vanuit het Nahuatl, waarin ze het astrologische teken van de Azteken voor "aap" betekent.

## Albums
- Ozomatli - (1998)
- Embrace the Chaos - (2001)
- Coming Up - (2003)
- Street Signs - (2004)
- Live at the Fillmore  - (2005)
- Don't Mess with the Dragon - (2007)
- Fire Away - (2010)